# Velebín Urbánek
Velebín Augustin František Urbánek (28. července 1853 Moravské Budějovice – 26. září 1892 Praha) byl český hudební nakladatel a organizátor hudebních produkcí v Praze.

## Život
Ačkoliv sám nehrál na žádný nástroj, měl rád hudbu jako posluchač a brzy se spřátelil s mnoha skladateli a interprety. Dne 14. dubna 1880 vstoupil do Umělecké besedy. Od roku 1885 v jejím rámci pořádal sérii Populárních koncertů, které zprostředkovaly kvalitní hudbu širokému okruhu posluchačů za nízké vstupné. Podařilo se mu překonat nedůvěru starších členů Besedy a koncerty, na nichž vystoupili mimo jiné i Hans von Bülow nebo Petr Iljič Čajkovskij, se staly uměleckým i finančním úspěchem.
Byl aktivní i v Měšťanské besedě, kde zvýšil úroveň pořádaných zábav. V letech 1881–84 vydával časopis Dalibor. Založil také Kalendář českých hudebníků. Na počátku 90. let organizoval koncerty Antonína Dvořáka před jeho odjezdem do USA; poslední z nich se konal 13. září 1892, dva týdny před Urbánkovou smrtí.
Urbánek byl současníky uznávaný a obdivovaný jako organizátor, který byl schopen s pomocí svých kontaktů uspořádat — a v případě problémů i zachránit — koncert, banket, zábavu či jinou hudební produkci. Byl přátelský, houževnatý a pečlivý, ale netlačil se do popředí. Pomáhal také mladým talentům.
Zemřel náhle na zástavu srdce. Pohřben byl 28. září 1892 na Olšanských hřbitovech. Jeho nakladatelství po něm zdědil bratr František Augustin Urbánek.